# دیگائو
رودریگو مانوئل ایزکسون دوس سانتوز لیته (پرتغالی: Rodrigo Manuel Izecson dos Santos Leite؛ زادهٔ ۱۴ اکتبر ۱۹۸۵) که عموماً با نام دیگائو شناخته می‌شود، بازیکن فوتبال سابق اهل برزیل است که در پست دفاع وسط بازی می‌کرد.
از باشگاه‌هایی که در آن بازی کرده‌است می‌توان به میلان، استاندارد لیژ، لچه، کروتونه، پنافیل و نیویورک رد بولز اشاره کرد.
وی برادر کوچکتر کاکا دیگر بازیکن فوتبال برزیلی است که برای سائو پائولو، میلان، رئال مادرید و اورلاندو سیتی بازی می‌کرد.